# 贺野
贺野，本名李国庄（1927年—2016年11月30日），江苏滨海人，是美术教育家，美术史论家，书画家。曾创办苏州工艺美术专科学校（现苏州工艺美术学院），任副校长（主持工作），后任苏州丝绸工学院（现苏州大学艺术学院），任工艺美术系主任。曾长期任苏州美术家协会理事长和主席，苏州美术家协会名誉主席，江苏省美术家协会名誉理事。